# FBI chiama Istanbul
FBI chiama Istanbul è un film del 1964, diretto da Emimmo Salvi.